# Raymond Scott
Raymond Scott, född 10 september 1908 som Harry Warnow, död 8 februari 1994, var en amerikansk kompositör, dirigent och uppfinnare av elektroniska musikinstrument. Han är mest känd för sina verk som spelades i samband med samtida tecknade serier, som till exempel Powerhouse eller The Toy Trumpet (Looney Tunes).

## Källhänvisningar
1. 1 2  SNAC, SNAC Ark-ID: w6rf6tbt, läs online, läst: 9 oktober 2017.[källa från Wikidata]
2. 1 2  Internet Broadway Database, Internet Broadway Database person-ID: 12379, läst: 9 oktober 2017.[källa från Wikidata]
3. 1 2  Find a Grave, Find A Grave-ID: 13118155, läs online, läst: 9 oktober 2017.[källa från Wikidata]
4. ↑  Carnegie Hall:s öppna data, juni 2017, Carnegie Hall agent-ID: 1006192, läs online och läs online, läst: 2 maj 2022.[källa från Wikidata]
5. ↑  läs online, www.raymondscott.net .[källa från Wikidata]
6. ↑  Musicalics, Musicalics kompositörs-ID: 92252, läst: 5 april 2022.[källa från Wikidata]
7. ↑  Ankeny, Jason: "Raymond Scott". Allmusic.com. Läst 31 januari 2015. (engelska)